# 伊達宗敦

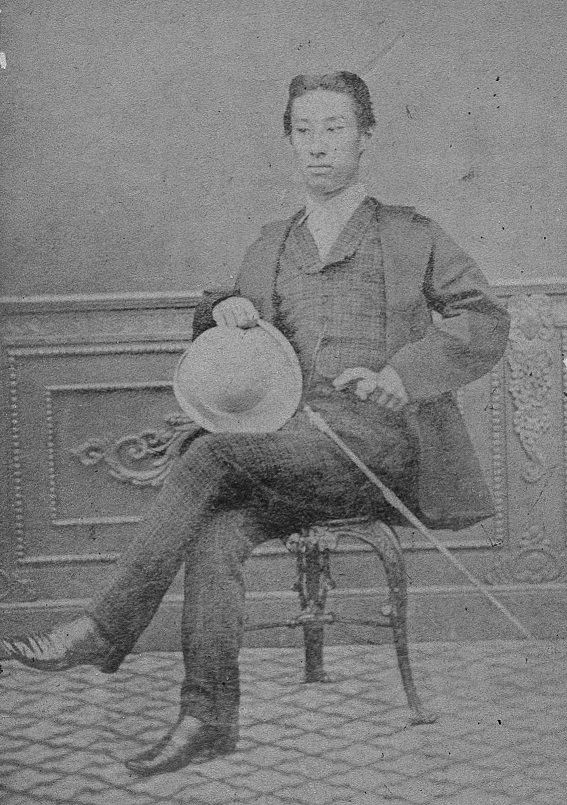
伊達宗敦の肖像写真

伊達 宗敦（だて むねあつ）は、仙台藩知藩事（在任中の伊達家の当主は30世14代伊達宗基のまま）で、13代仙台藩主・伊達慶邦の養嗣子（のち廃嫡）。位階・勲等・爵位は正三位勲四等男爵。

## 略歴
伊予国宇和島藩主・伊達宗城の次男（五男とも）。幼名は経丸。慶応4年（1868年）3月、仙台藩主・伊達慶邦の養子となった。当初は婿養子となるはずであった。同年、従四位下・侍従・左京大夫に叙任する。同年8月、奥羽列藩同盟に組したことから、慶邦と共に新政府から官位を剥奪される。11月、仙台藩の降伏に伴い、慶邦と共に東京に護送されて、良源院で謹慎する。12月、慶邦が奥羽列藩同盟の盟主となったために新政府軍から隠居、謹慎を申し付けられたとき、宗敦も廃嫡された。なお、仙台伊達家は当時満2歳の慶邦の四男・宗基が跡を継いだ。
明治2年（1869年）9月、慶邦と共に謹慎を解かれる。同年、版籍奉還が行われ、宗基は知藩事になったものの、幼少のために政務を執ることができず、11月に宗敦は知藩事の補佐を命じられる。明治3年（1870年）10月、新政府は宗基の代わりに宗敦を新たな知藩事として任命した。宗敦は知藩事として実質的な政務を行ったが、伊達家当主は宗基のままであり、当主歴代には数えない。
明治4年（1871年）の廃藩置県により、知藩事を退任する。同年10月、明治政府からイギリス留学の許可を得る。語学修学を目的に5年間の自費留学を予定していた。明治8年（1875年）2月、帰国した。明治17年（1884年）、華族となり、新たに家を興した。明治21年（1888年）には男爵となった。明治23年（1890年）7月10日、貴族院男爵議員に当選し、3期連続で務め死去するまで在任した。
明治44年（1911年）に58歳で死去した。家督は長男の宗経（直知）が継承した。

## 栄典
- 1886年（明治19年）12月9日 - 木杯一個[4]
- 1889年（明治22年）5月11日 - 男爵[5]
- 1890年（明治23年）6月18日 - 正四位[6]
- 1891年（明治24年）12月10日 - 木杯一組[7]
- 1896年（明治29年）3月29日 - 銀盃一組[8]
- 1899年（明治32年）1月21日 - 木杯一個[9]・木杯一組[10]
- 1900年（明治33年）6月20日 - 従三位[11]
- 1906年（明治39年）4月1日 - 勲四等旭日小綬章[12]
- 1911年（明治44年）1月6日 - 正三位[13]

## 系譜
- 父：伊達宗城（1818年 - 1892年）
- 母：武田氏 - 側室
- 兄弟姉妹
  - 長男：真田幸民（1850年 - 1903年） - 真田幸教の養子
  - 次男：伊達宗淳
  - 次女：初子 - 柳原前光正室
  - 三女：敏 - 松根城臣室、俳人松根東洋城は子
  - 四女：理
  - 男子：武丸
  - 四男：奥平昌邁（1855年 - 1884年） - 奥平昌服の養子
  - 五女：操 - 夭折
  - 六女：煕 - 照子。南部利恭に嫁すが離縁、水野忠弘継室・離縁、三井高弘室
  - 七女：順 - 家臣桑折萬六城方に嫁す
  - 八女：定 - 夭折
  - 五男：瀧脇信広（1865年 - 1913年） - 田沼智恵入夫のち離縁、瀧脇信成の養子
  - 九女：幾 - 志賀平四郎に嫁すが離縁、旧臣桜田栄次郎室
  - 六男：牧野忠良（1867年 - 1933年） - 牧野千代子養子
  - 七男：伊達宗倫（1872年 - 1892年） - 分家・男爵
  - 八男：方正 - 夭折
  - 十二女：泰 - 佐和正養女、阪田九郎室
  - 九男：伊達宗曜（1880年 - 1922年） - 伊達宗倫の養子
  - 十男：蒔田広城（1881年 - 1943年） - 蒔田広孝の養子
  - 十三女：幸
  - 十一男：善重 - 夭折
  - 十四女：園子
- 養父：伊達慶邦（1825年 - 1874年）
- 先妻：徳子 - 広幡忠礼の娘
  - 長男：伊達宗経 - 直知
- 後妻：萬喜子 - 松根三楽の長女
  - 次男：伊達良春
  - 長女：幸子 - 大木遠吉夫人
  - 三男：伊達貞一郎
  - 四男：伊達隆知
  - 五男：伊達栄利
  - 次女：正子 - 井上文蔵夫人
  - 六男：伊達順之助（1892年 - 1948年） - 中国名：張宗援